# Llista d'asteroides/162001-162100
| Nom            | Designació provisional | Data de descobriment   | Lloc de descobriment   | Descobridor/s                    |
| -------------- | ---------------------- | ---------------------- | ---------------------- | -------------------------------- |
| 162001 Vulpius | 1990 TH9               | 10 d'octubre de 1990   | Tautenburg Observatory | F. Börngen, L. D. Schmadel       |
| 162002 -       | 1990 TC10              | 10 d'octubre de 1990   | Tautenburg Observatory | F. Börngen, L. D. Schmadel       |
| 162003 -       | 1991 TG                | Siding Spring          | R. H. McNaught         |                                  |
| 162004 -       | 1991 VE                | 3 de novembre de 1991  | Palomar                | E. F. Helin, K. J. Lawrence      |
| 162005 -       | 1992 SV9               | 27 de setembre de 1992 | Kitt Peak              | Spacewatch                       |
| 162006 -       | 1993 FU16              | 19 de març de 1993     | La Silla               | UESAC                            |
| 162007 -       | 1993 FC32              | 19 de març de 1993     | La Silla               | UESAC                            |
| 162008 -       | 1993 TW3               | 8 d'octubre de 1993    | Kitt Peak              | Spacewatch                       |
| 162009 -       | 1993 TE19              | 9 d'octubre de 1993    | La Silla               | E. W. Elst                       |
| 162010 -       | 1993 UN6               | 20 d'octubre de 1993   | La Silla               | E. W. Elst                       |
| 162011 -       | 1994 AB1               | 4 de gener de 1994     | Yatsugatake            | Y. Kushida, O. Muramatsu         |
| 162012 -       | 1994 PY16              | 10 d'agost de 1994     | La Silla               | E. W. Elst                       |
| 162013 -       | 1994 PC17              | 10 d'agost de 1994     | La Silla               | E. W. Elst                       |
| 162014 -       | 1994 RF11              | 11 de setembre de 1994 | Siding Spring          | R. H. McNaught                   |
| 162015 -       | 1994 TF2               | 5 d'octubre de 1994    | Siding Spring          | R. H. McNaught                   |
| 162016 -       | 1994 TC12              | 10 d'octubre de 1994   | Kitt Peak              | Spacewatch                       |
| 162017 -       | 1994 UB11              | 30 d'octubre de 1994   | Kitt Peak              | Spacewatch                       |
| 162018 -       | 1995 BD8               | 29 de gener de 1995    | Kitt Peak              | Spacewatch                       |
| 162019 -       | 1995 DZ4               | 21 de febrer de 1995   | Kitt Peak              | Spacewatch                       |
| 162020 -       | 1995 DK7               | 24 de febrer de 1995   | Kitt Peak              | Spacewatch                       |
| 162021 -       | 1995 FV11              | 27 de març de 1995     | Kitt Peak              | Spacewatch                       |
| 162022 -       | 1995 FJ14              | 27 de març de 1995     | Kitt Peak              | Spacewatch                       |
| 162023 -       | 1995 GP8               | 8 d'abril de 1995      | Kitt Peak              | T. J. Balonek                    |
| 162024 -       | 1995 SK16              | 18 de setembre de 1995 | Kitt Peak              | Spacewatch                       |
| 162025 -       | 1995 SM25              | 19 de setembre de 1995 | Kitt Peak              | Spacewatch                       |
| 162026 -       | 1995 SJ58              | 22 de setembre de 1995 | Kitt Peak              | Spacewatch                       |
| 162027 -       | 1995 UN10              | 17 d'octubre de 1995   | Kitt Peak              | Spacewatch                       |
| 162028 -       | 1995 UU55              | 23 d'octubre de 1995   | Kitt Peak              | Spacewatch                       |
| 162029 -       | 1995 UP77              | 22 d'octubre de 1995   | Kitt Peak              | Spacewatch                       |
| 162030 -       | 1995 VK12              | 15 de novembre de 1995 | Kitt Peak              | Spacewatch                       |
| 162031 -       | 1995 VE14              | 15 de novembre de 1995 | Kitt Peak              | Spacewatch                       |
| 162032 -       | 1995 WJ8               | 20 de novembre de 1995 | Haleakala              | AMOS                             |
| 162033 -       | 1995 WR37              | 22 de novembre de 1995 | Kitt Peak              | Spacewatch                       |
| 162034 -       | 1995 XT1               | 15 de desembre de 1995 | Oohira                 | T. Urata                         |
| 162035 -       | 1995 YW1               | 17 de desembre de 1995 | Kuma Kogen             | A. Nakamura                      |
| 162036 -       | 1996 AZ16              | 13 de gener de 1996    | Kitt Peak              | Spacewatch                       |
| 162037 -       | 1996 BW3               | 26 de gener de 1996    | Siding Spring          | G. J. Garradd                    |
| 162038 -       | 1996 DH                | 18 de febrer de 1996   | Kitt Peak              | Spacewatch                       |
| 162039 -       | 1996 JG                | Siding Spring          | R. H. McNaught         |                                  |
| 162040 -       | 1996 KF4               | 22 de maig de 1996     | La Silla               | E. W. Elst                       |
| 162041 -       | 1996 NL4               | 14 de juliol de 1996   | La Silla               | E. W. Elst                       |
| 162042 -       | 1996 OR                | 22 de juliol de 1996   | Prescott               | P. G. Comba                      |
| 162043 -       | 1996 PP7               | 8 d'agost de 1996      | La Silla               | E. W. Elst                       |
| 162044 -       | 1996 RP3               | 13 de setembre de 1996 | Haleakala              | NEAT                             |
| 162045 -       | 1996 RM16              | 13 de setembre de 1996 | Kitt Peak              | Spacewatch                       |
| 162046 -       | 1996 RQ31              | 13 de setembre de 1996 | La Silla               | Uppsala-DLR Trojan Survey        |
| 162047 -       | 1996 RJ32              | 14 de setembre de 1996 | La Silla               | Uppsala-DLR Trojan Survey        |
| 162048 -       | 1996 RO32              | 14 de setembre de 1996 | La Silla               | Uppsala-DLR Trojan Survey        |
| 162049 -       | 1996 SZ7               | 21 de setembre de 1996 | Xinglong               | BAO Schmidt CCD Asteroid Program |
| 162050 -       | 1996 SD8               | 21 de setembre de 1996 | Xinglong               | BAO Schmidt CCD Asteroid Program |
| 162051 -       | 1996 TE1               | 5 d'octubre de 1996    | Prescott               | P. G. Comba                      |
| 162052 -       | 1996 TB10              | 15 d'octubre de 1996   | Sudbury                | D. di Cicco                      |
| 162053 -       | 1996 TL27              | 7 d'octubre de 1996    | Kitt Peak              | Spacewatch                       |
| 162054 -       | 1996 TF42              | 8 d'octubre de 1996    | La Silla               | E. W. Elst                       |
| 162055 -       | 1996 VA3               | 10 de novembre de 1996 | Needville              | Needville                        |
| 162056 -       | 1996 XM4               | 6 de desembre de 1996  | Kitt Peak              | Spacewatch                       |
| 162057 -       | 1996 XN28              | 12 de desembre de 1996 | Kitt Peak              | Spacewatch                       |
| 162058 -       | 1997 AE12              | 10 de gener de 1997    | Kitt Peak              | Spacewatch                       |
| 162059 -       | 1997 AM17              | 13 de gener de 1997    | Kleť                   | Kleť                             |
| 162060 -       | 1997 CF2               | 2 de febrer de 1997    | Kitt Peak              | Spacewatch                       |
| 162061 -       | 1997 CH22              | 13 de febrer de 1997   | Prescott               | P. G. Comba                      |
| 162062 -       | 1997 EQ16              | 5 de març de 1997      | Kitt Peak              | Spacewatch                       |
| 162063 -       | 1997 EH29              | 7 de març de 1997      | Kitt Peak              | Spacewatch                       |
| 162064 -       | 1997 GT4               | 7 d'abril de 1997      | Kitt Peak              | Spacewatch                       |
| 162065 -       | 1997 KB3               | 30 de maig de 1997     | Kitt Peak              | Spacewatch                       |
| 162066 -       | 1997 MU8               | 29 de juny de 1997     | Kitt Peak              | Spacewatch                       |
| 162067 -       | 1997 NH2               | 3 de juliol de 1997    | Kitt Peak              | Spacewatch                       |
| 162068 -       | 1997 SD29              | 29 de setembre de 1997 | Kitt Peak              | Spacewatch                       |
| 162069 -       | 1997 TC3               | 3 d'octubre de 1997    | Caussols               | ODAS                             |
| 162070 -       | 1997 TQ5               | 2 d'octubre de 1997    | Caussols               | ODAS                             |
| 162071 -       | 1997 TL15              | 4 d'octubre de 1997    | Kitt Peak              | Spacewatch                       |
| 162072 -       | 1997 TT17              | 6 d'octubre de 1997    | Kitami                 | K. Endate, K. Watanabe           |
| 162073 -       | 1997 UK18              | 28 d'octubre de 1997   | Kitt Peak              | Spacewatch                       |
| 162074 -       | 1997 VX2               | 5 de novembre de 1997  | Ondřejov               | P. Pravec                        |
| 162075 -       | 1997 WG5               | 23 de novembre de 1997 | Kitt Peak              | Spacewatch                       |
| 162076 -       | 1997 WV8               | 20 de novembre de 1997 | Kitt Peak              | Spacewatch                       |
| 162077 -       | 1997 WG11              | 22 de novembre de 1997 | Kitt Peak              | Spacewatch                       |
| 162078 -       | 1997 WS24              | 28 de novembre de 1997 | Kitt Peak              | Spacewatch                       |
| 162079 -       | 1997 WE35              | 29 de novembre de 1997 | Socorro                | LINEAR                           |
| 162080 -       | 1998 DG16              | 27 de febrer de 1998   | Haleakala              | NEAT                             |
| 162081 -       | 1998 FL123             | 20 de març de 1998     | Socorro                | LINEAR                           |
| 162082 -       | 1998 HL1               | 18 d'abril de 1998     | Socorro                | LINEAR                           |
| 162083 -       | 1998 HM25              | 18 d'abril de 1998     | Kitt Peak              | Spacewatch                       |
| 162084 -       | 1998 HB101             | 21 d'abril de 1998     | Socorro                | LINEAR                           |
| 162085 -       | 1998 HR127             | 18 d'abril de 1998     | Socorro                | LINEAR                           |
| 162086 -       | 1998 KT42              | 27 de maig de 1998     | Kitt Peak              | Spacewatch                       |
| 162087 -       | 1998 KY63              | 22 de maig de 1998     | Socorro                | LINEAR                           |
| 162088 -       | 1998 OV1               | 24 de juliol de 1998   | Needville              | Needville                        |
| 162089 -       | 1998 OL13              | 26 de juliol de 1998   | La Silla               | E. W. Elst                       |
| 162090 -       | 1998 PP                | 15 d'agost de 1998     | Prescott               | P. G. Comba                      |
| 162091 -       | 1998 QQ3               | 17 d'agost de 1998     | Socorro                | LINEAR                           |
| 162092 -       | 1998 QA4               | 17 d'agost de 1998     | Reedy Creek            | J. Broughton                     |
| 162093 -       | 1998 QV10              | 17 d'agost de 1998     | Socorro                | LINEAR                           |
| 162094 -       | 1998 QS24              | 17 d'agost de 1998     | Socorro                | LINEAR                           |
| 162095 -       | 1998 QC29              | 25 d'agost de 1998     | Ondřejov               | L. Šarounová                     |
| 162096 -       | 1998 QD30              | 26 d'agost de 1998     | Xinglong               | BAO Schmidt CCD Asteroid Program |
| 162097 -       | 1998 QF30              | 26 d'agost de 1998     | Xinglong               | BAO Schmidt CCD Asteroid Program |
| 162098 -       | 1998 QQ34              | 17 d'agost de 1998     | Socorro                | LINEAR                           |
| 162099 -       | 1998 QV41              | 17 d'agost de 1998     | Socorro                | LINEAR                           |
| 162100 -       | 1998 QD67              | 24 d'agost de 1998     | Socorro                | LINEAR                           |